# Huanqueros
Huanqueros es una localidad argentina ubicada en el departamento San Cristóbal de la provincia de Santa Fe. Se encuentra en el cruce de las rutas provinciales 2 y 38, las cuales la vinculan al norte con Las Avispas, al sur, sobre la ruta N.º 2 con la localidad de La Cabral, Santurce, terminando en la cabecera del Dpto San Cristóbal, y al oeste con Ambrosetti; 4 km al noroestes se halla la laguna La Verde, donde hay un balneario que depende de esta comuna y que se pretende convertir en área protegida. En este balneario hay una pequeña aglomeración conocida como Balneario La Verde. La villa marca uno de los límites australes de los Bajos Submeridionales.
Cuenta con una escuela de nivel primario, y otra de nivel secundario.
Huanqueros no tuvo fundadores, sino, que fue creciendo gracias a criollos de pueblos vecinos e inmigrantes españoles e italianos.

## Población
Cuenta con 903 habitantes (Indec, 2010), lo que representa un descenso frente a los 948 habitantes (Indec, 2001) del censo anterior.
| Gráfica de evolución demográfica de Huanqueros entre 1991 y 2010 |
|                                                                  |
| Fuente: Censos nacionales del INDEC                              |

## Medios de Comunicación
Radio en Frecuencia Modulada "FMHuanqueros" 107.5MHz Web: https://huanqueros.com/ Archivado el 16 de junio de 2018 en Wayback Machine.

## Parajes del distrito
- Paraje El Colonial
- Paraje El Tigre
- Paraje Los Trebolares
- Paraje Costa del Salado
- Paraje El Fisco

## Eventos populares
1. ENERO "Fiesta Provincial de la Carpa de Campamento"
2. FEBRERO "Vuelven Los Corsos"
3. MAYO " Fiesta Provincial de la Danza y el Canto"
4. OCTUBRE "Fiesta Patronal en Honor a san Francisco de Asís"

 Video que nos representa en el Foro de Turismo de la Pcia. https://www.youtube.com/watch?v=fmPOXxzNyMQ